# Pandanus helicopus
Pandanus helicopus är en enhjärtbladig växtart som beskrevs av Wilhelm Sulpiz Kurz och Friedrich Anton Wilhelm Miquel. Pandanus helicopus ingår i släktet Pandanus och familjen Pandanaceae. Inga underarter finns listade.